# ATF6
ATF6‏ (Activating transcription factor 6) هوَ بروتين يُشَفر بواسطة جين ATF6 في الإنسان.